# Graptoleberis
Graptoleberis is een geslacht van kreeftachtigen uit de klasse van de Branchiopoda (blad- of kieuwpootkreeftjes).

## Soort
- Graptoleberis testudinaria (Fischer, 1848)